# Worthington (Leicestershire)
Worthington is een civil parish in het bestuurlijke gebied North West Leicestershire, in het Engelse graafschap Leicestershire met 675 inwoners.